# 川崎真由美
川崎真由美（日语：／ Kawasaki Mayumi，1972年10月1日—），茨城县出身，日本女子篮球运动员。她代表日本参加了1996年夏季奥林匹克运动会女子篮球比赛，获得第七名。